# Жданов, Виктор Михайлович (вирусолог)
Ви́ктор Миха́йлович Жда́нов (1 [14] февраля 1914, Святогоровка, Екатеринославская губерния — 14 июля 1987, Москва) — советский учёный-вирусолог, эпидемиолог и организатор здравоохранения. Доктор медицинских наук, профессор. Академик АМН СССР (с 1960). В течение 26 лет был бессменным директором Института вирусологии им. Д. И. Ивановского. Один из авторов Программы глобальной ликвидации оспы.
Основные труды по вирусным инфекциям (инфекционному гепатиту и гриппу), эволюции инфекционных болезней, классификации вирусов, по проблемам молекулярной биологии вирусов. Научные работы, 3 открытия и 30 монографий (в том числе монографии «Вирусология», удостоенной в 1969 году премии имени Д. И. Ивановского АМН СССР) Жданова посвящены проблемам эпидемиологии и вирусологии.
Также принимал участие в советской программе разработки биологического оружия.

## Биография
Родился 1 (14) февраля 1914 года в селе Штепино (ныне Святогоровка в Донецкой области).
Окончил Харьковский медицинский институт (1936) и физический факультет Ленинградского университета (1941). Член ВКП(б)/КПСС с 1941 года. С 1936 по 1946 год трудился в погранвойсках НКВД СССР в должности врача; в 1944 году стал кандидатом наук.
В 1947 году стал доктором наук, в 1949 году — профессором>. В 1946—1951 годах работал заведующим лабораторией, затем был директором Харьковского института микробиологии и эпидемиологии им. И. И. Мечникова.
С 1951 года — заведующий лабораторией, с 1961 — директор Института вирусологии им. Д. И. Ивановского АМН СССР. В 1956 году основал журнал «Вопросы вирусологии» и был его главным редактором. В 1960 году избран академиком АМН СССР.
В 1958 году предложил и обосновал (совместно с В. И. Вашковым и М. А. Морозовым) на XI сессии Всемирной ассамблеи здравоохранения Программу глобальной ликвидации оспы, которая стала первым опытом искоренения тяжёлого инфекционного заболевания во всем мире. Резолюция WHA11.54 была единогласно принята ассамблеей в 1959 году и положила начало кампании по борьбе с оспой. Будучи заместителем министра здравоохранения СССР (в 1955—1960 годах), активно лоббировал программу. На завершающем этапе программы был членом Международной комиссии по сертификации ликвидации оспы в Индии и Бутане. В 1980 году XXXIII сессия Всемирной ассамблеи здравоохранения сообщила о полной ликвидации оспы. В 1976 году был награждён почётным знаком ВОЗ «Бифуркационная игла». С 1970 по 1974 гг. являлся президентом Международного союза микробиологических обществ.
Работал в НИИ эпидемиологии и гигиены Красной Армии, где возглавлял работу над второй фазой исследований вирусов, вызывающих геморрагическую лихорадку, в качестве биологического оружия, в частности, Lassa mammarenavirus (вызывает лихорадку Ласса) и Machupo mammarenavirus (вызывает боливийскую геморрагическую лихорадку).
Последние годы жизни посвятил изучению ВИЧ-инфекции, которую считал глобальной проблемой здравоохранения. Под его руководством были разработаны диагностические тест-системы, начата работа по получению генно-инженерной вакцины и моноклональных антител.
В марте 1966 года подписал письмо 13 деятелей советской науки, литературы и искусства в президиум ЦК КПСС против реабилитации И. В. Сталина.
Умер 14 июля 1987 года, похоронен в Москве на Кунцевском кладбище.
Супруга — Букринская, Алиса Григорьевна.

## Награды
- Лауреат премии им. Д. И. Ивановского (1969).
- Награждён орденом Ленина (дважды), орденом Октябрьской Революции, орденом Трудового Красного Знамени (дважды), орденом Красной Звезды, а также медалями СССР.
- В 2020 году за свои усилия по искоренению оспы вместе с Уильямом Фейги был удостоен премии Future of Life Award. Генеральный секретарь ООН Антониу Гутерриш сказал по этому поводу: «Мы все в долгу перед Биллом Фейги и Виктором Ждановым за их решающий вклад в искоренение оспы»[8]. Принимая во внимание достижения Жданова и Фейги, Билл Гейтс сказал: «Они являются феноменальными примерами того, что значит использовать науку для глобального здравоохранения»[9]. Один из основателей движения за эффективный альтруизм Уильям Макэскилл озаглавил свою статью, посвящённую Жданову, «Лучший человек из когда-либо живших — малоизвестный украинец»[10].

## Основные труды
- Инфекционный гепатит (болезнь Боткина) : этиология и эпидемиология. — Харьков, 1948. — 325 с.
- Заразные инфекционные болезни : систематика и эволюция. — М., 1953. — 256 с.
- Определитель вирусов человека и животных / Акад. мед. наук СССР. — М.: Изд-во Акад. мед. наук СССР, 1953. — 348 с.
- Борьба с инфекционными заболеваниями : организационно-методические материалы / Под общ. ред. Нач. Гл. сан.-эпидем. упр. М-ва здравоохр. СССР проф. В. М. Жданова. — М.: Медгиз, 1955. — 186 с. — (Библиотека санитарного врача и эпидемиолога).
- Грипп. — М.: Медгиз, 1960. — 24 с. — (Библиотека практического врача). — 200 000 экз.
- Жданов В. М., Соловьёв В. Д., Эпштейн Ф. Г. Учение о гриппе. — М.: Медгиз, 1958. — 582 с.
- {{ | заглавие      = Справочник по борьбе с инфекционными болезнями | место         = М. | издательство  = Медгиз | год           = 1960 | страниц       = 224 | тираж         = 30000}}
- Эпидемиология: учебник для лечебного и педиатр. фак. мед. ин-тов. — М.: Медгиз, 1961. — 336 с. — 25 000 экз.
- Дрейзин Р. С., Жданов В. М. Аденовирусные инфекции: Этиология, клинико-эпидемиологические наблюдения, специфическая профилактика. — М.: Медгиз, 1962. — 304 с. — 6000 экз.
- Эволюция заразных болезней человека. — М.: Медицина, 1964. — 376 с.
- Жданов В. М., Гайдамович С. Я. Вирусология. — М.: Медицина, 1966. — 480 с. — 10 000 экз.
- Жданов В. М., Букринская А. Г. Репродукция миксовирусов: (Вирусов гриппа и сходных с ними). — М.: Медицина, 1969. — 280 с.
- Блюмкин В. Н., Жданов В. М. Влияние вирусов на хромосомный аппарат и деление клеток. — М.: Медицина, 1973. — 268 с.
- Букринская А. Г., Жданов В. М. Субклеточные системы в вирусологии. — М.: Медицина, 1973. — 240 с.
- Жданов В. М., Ершов Ф. И. Молекулярные основы биологии арбовирусов. — М.: Медицина, 1973. — 264 с. — 3000 экз.
- Гаврилов В. И., Семёнов Б. Ф., Жданов В. М. Хронические вирусные инфекции и их моделирование. — М.: Медицина, 1974. — 224 с. — 4000 экз.
- Вотяков В. И., Протас И. И., Жданов В. М. Западный клещевой энцефалит. — Минск: Беларусь, 1978. — 256 с.
- Жданов В. М., Львов Д. К., Ершов Ф. И. Методологические основы прогресса современной вирусологии. — М.: Медицина, 1981. — 216 с. — 2200 экз.
- Общая и частная вирусология Т. 2 : руководство : в 2 т. / А. Д. Альтштейн, В. А. Ананьев, И. Ф. Баринский и др.; Под ред. В. М. Жданова, С. Я. Гайдамович; Академия медицинских наук СССР. — М.: Медицина, 1982. — 520 с.
- Жданов В. М., Львов Д. К. Эволюция возбудителей инфекционных болезней. — М.: Медицина, 1984. — 272 с. — 8000 экз.
- Эволюция вирусов. — М.: Медицина, 1990. — 376 с. — 5600 экз. — ISBN 5-225-00665-5.

### Научно-популярные книги
- Происхождение заразных болезней человека. — М.: Знание, 1953. — 32 с. — (Всесоюзное общество по распространению политических и научных знаний ; серия 3. № 4).
- Грипп. — М.: Медгиз, 1960. — 24 с. — (Научно-популярная медицинская литература). — 100 000 экз.
- По следам невидимок : (биохимия раскрывает тайны вирусов). — М.: Знание, 1964. — 32 с. — (Новое в жизни, науке, технике. ; 8 серия. Биология и медицина). — 32 000 экз.
- Жданов В. М., Выгодчиков Г. В., Ершов Ф. И. и др. Занимательная микробиология / В. М. Жданов, Г. В. Выгодчиков, Ф. И. Ершов, А. А. Ежов, Н. Б. Коростелёв. — М.: Знание, 1967. — 192 с. — 100 000 экз.
- Современное учение о вирусах. — М.: Знание, 1970. — 32 с. — (Новое в жизни, науке и технике. Медицина. Вып. 12).
- Жданов В. М., Ершов Ф. И., Новохатский А. С. Тайны третьего царства. — (1-е изд.). — М.: Знание, 1975. — 176 с. — 97 250 экз.
  - 2-е изд., перераб. — 1981. — 192, [8]
- Беседы о гриппе. — М.: Знание, 1983. — 64 с. — (Новое в жизни, науке, технике; № 4. Медицина).
- Букринская А. Г., Жданов В. М. Рассказы о вирусах. — М., 1986. — 64 с.
- Жданов В. М., Ершов Ф. И. Укрощение строптивых: рассказы о вирусах и вирусологии. — М.: Медицина, 1988. — 160 с. — (Научно-популярная медицинская литература). — 50 000 экз. — ISBN 5-225-00249-8.